# Skanlacja
Skanlacja (od ang. scanlation; z połączenia słów scanning i translation) – termin stosowany głównie przez fanów mangi (japoński komiks). Skanlacje polegają na skanowaniu oryginalnych stron mangi (najczęściej w języku japońskim) i zastąpieniu tekstów językiem odpowiednim dla kraju, w jakim dana skanlacja ma się ukazać. Popularne jest też zastępowanie wcześniejszych skanlacji, np. angielskich, innym językiem, np. polskim. 
Należy zaznaczyć, że termin skanlacja dotyczy tłumaczenia z dowolnego języka na dowolny inny, także komiksów np. amerykańskich, czy francuskich.
W wielu krajach (także w Polsce) działają grupy fanów, zajmujące się skanlacjami. Obecnie jest w Polsce aktywnych ok. 80 grup skanlacyjnych, zajmujących się mangą, anime oraz light novel. Niektóre z nich tłumaczą mangi bezpośrednio z japońskiego, dzięki temu unikają błędnego przekazu i zachowują wierność oryginałów. Podobnie jak fansuby, powstają one od fanów dla fanów i publikowane są nieodpłatnie w Internecie.

## Kwestia prawna
Rozpowszechnianie skanlacji w świetle prawa polskiego są nielegalne. Jeśli twórcy skanlacji nie uzyskali pozwoleń od właścicieli praw autorskich, to łamią ustawę z dnia 4 lutego 1994 o prawie autorskim i prawach pokrewnych. 8 czerwca 2010 roku w San Francisco została zawiązana koalicja największych wydawców mangi na świecie, której celem jest zwalczanie procederu rozprzestrzeniania skanlacji w internecie.